# سو کوانگ-می
سو کوانگ-می (انگلیسی: Seo Kwang-mi؛ زادهٔ ۱ فوریهٔ ۱۹۶۵) بازیکن هاکی روی چمن اهل کره جنوبی بود.
از افتخارات وی میتوان به کسب مدال نقره در بازی‌های المپیک تابستانی ۱۹۸۸ اشاره کرد.